# Pritchardia maideniana
Pritchardia maideniana es una especie de palmera originaria de las Islas Hawái.  Las poblaciones silvestres que existen actualmente en el lado de sotavento de la isla de Hawái, probablemente fue cultivado por los nativos hawaianos, por lo que su área de distribución natural exacta es incierta.

## Descripción
Alcanza una altura de 10-25 m. Está amenazada por las ratas y los cerdos, que dañan los árboles. Se encuentra en una lista federal de especies en peligro de extinción de los Estados Unidos. Su fruto era según se informa el alimento preferido de la ahora extinta Ula-ai-hawane  un nicho que ha sido llenado por el aparentemente introducido Estrilda caerulescens.

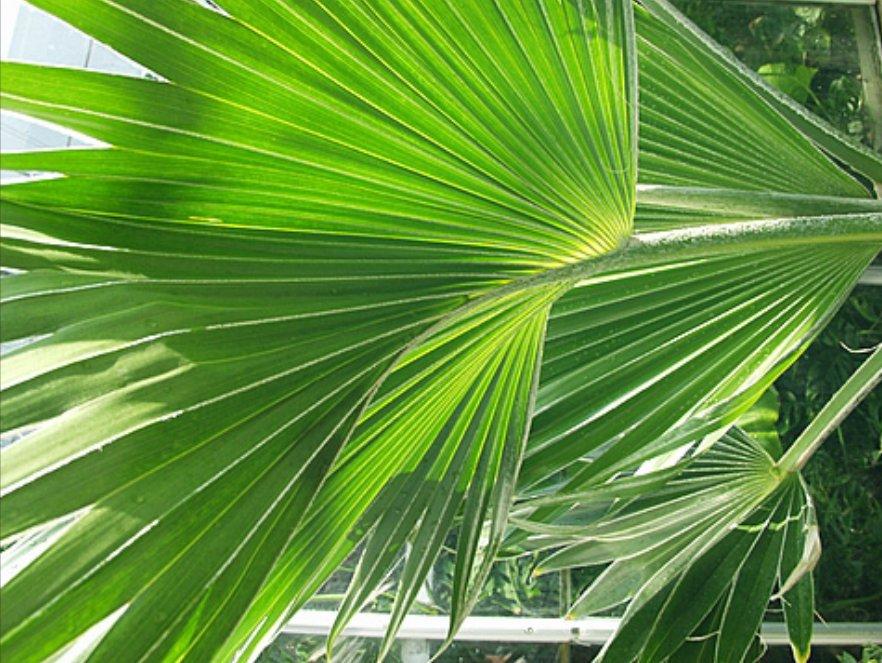
En US Botanic Garden.

## Taxonomía
Pritchardia maideniana fue descrita por  Odoardo Beccari y publicado en Webbia 4: 213. 1913.
Etimología
Ver: Pritchardia
Sinonimia
- Pritchardia affinis Becc.
- Pritchardia affinis var. gracilis Becc.
- Pritchardia affinis var. holaphila Becc.
- Pritchardia affinis var. rhopalocarpa Becc.
- Styloma maideniana (Becc.) O.F.Cook[5][6]